# Umm Hakim bint Abdul Muttalib
Umm Hakim bint Abdul Muttalib (arabe : البيضاء بنت عبد المطلب)  était une tante de Mahomet .
Elle est née à La Mecque vers 546, fille d'Abdul Muttalib ibn Hashim et de Fatimah bint Amr al-Makhzumiya,}. 
Elle était la sœur jumelle d' Abdullah , le père de Muhammad. Umm Hakim était connue sous le nom d' Al-Baydaa ("la Blanche") parce qu'elle était la seule fille à la peau claire d'Abdulmuttalib :198. 
Elle a épousé Kurayz ibn Rabia du clan Abdshams des Quraysh. Ils eurent pour enfants Amir, Urwa bint Kariz, (la mère du futur calife Othmân ibn Affân), et Talha et Umm Talha. 
Umm Hakim est décédé avant 610. 